# Gibson Girl
|  | For den amerikanske stumfilm fra 1909, se The Gibson Girl |
En Gibson Girl var et mode- og kvindeideal i USA, der blev skabt af den amerikanske illustrator Charles Dana Gibson (1867-1944) omkring år 1900 og varede i ca. tyve år. En Gibson Girl var en "moderne amerikansk kvinde", der blev præsenteret i ofte satiriske tegninger og historier i aviser og magasiner. Hun blev fremstillet som ungdommelig og feminin, høj og slank med tydelige kvindelige former holdt sammen i et korset, men sporty og aktiv og ikke afklædt. 
Gibson fremstillede en række tegninger i sort-hvid fra 1896 og fremover. Disse blev særdeles populære og resulterede i serien Mr. Pipps, der første gang blev trykt i tidskriftet Collier's Weekly i 1899. Gibson-pigerne blev portrætteret i forskellige omgivelserne, for eksempel som golfspiller, men hendes specielle personlighed blev altid understreget af timeglasfiguren, moderigtigt tøj og frisurer, samt lange kjoler, store hatte og langt hår sat op i en pompadour. 
Gibson Girls optrådte ofte i magasinet Life, som Gibson fast leverede flere illustrationer til i perioden indtil 1920.
Gibson Girls blev ofte i samtiden brugt som reklamefigur for en række kommercielle produkter. 
Efter 1. verdenskrig ændrede kvindeidealet sig, og "moderne" kvinder blev ikke længere så ofte fremstillet som Gibson Girls, men derimod oftere som de såkaldte flappers.

## Galleri
- Gibson Girls ved stranden (1898)
- Det svage køn 1900 - Fire Gibson Girls studerer en mand under en lup
- Kunstlektionen 1901
- Livet 1902 - En satirisk kommentar til arrangerede ægteskaber

## Eksterne links
- Wikimedia Commons har flere filer relateret til Gibson Girl
- The Gibson Girl analyzed by her originator, Sunday Magazine, 20.11.1910 (engelsk)
- American Beauties - Drawings from the Golden Age of Illustration (engelsk)
- Charles Dana Gibson and the Gibson Girls Arkiveret 26. november 2010 hos  Wayback Machine (engelsk)
- The Gibson Girl - Documentary kort dokumentarfilm indtalt af Charles Gibson (engelsk)